# Colombianos asiáticos
La mayoría de los colombianos asiáticos son descendientes principalmente de chinos y japoneses, con menor impacto de coreanos. En 1928, este es el grupo migratorio más pequeño de todos, la migración asiática fue algo pequeña comparado con otros países sudamericanos como Brasil, Perú, Argentina o Venezuela. A pesar de esto llegaron algunas familias japonesas se establecieron en el Valle del Cauca, donde se convirtieron en agricultores para cultivar. Luego, entre 1970 y 1980, a las ciudades hubo una migración asiática reducida pero constante que sigue manteniéndose hasta la actualidad (principalmente proveniente de China) principalmente a Bogotá, Barranquilla, Cali, Cartagena, Medellín, Santa Marta, Neiva, Manizales, Cúcuta y Pereira. Otros muy pequeños grupos de asiáticos asiáticos incluyen a India, Indonesia, Pakistán y Filipinas también con porcentaje demasiado bajo.

## Historia

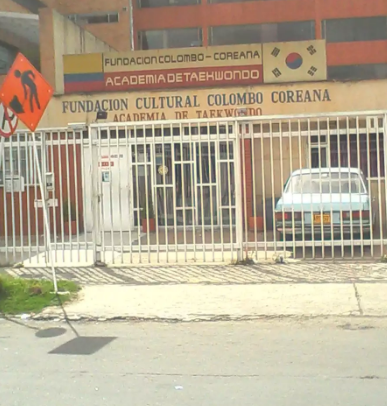
Fundación Cultural colombo-coreana en Bogotá.

En 1854 llegaron muchos chinos al territorio colombiano para la construcción del ferrocarril que luego atravesaría el Istmo de Panamá, debido a que la mano de obra de otros países no alcanzaba. Cerca de 705 inmigrantes chinos procedían de la provincia de Guandong, quienes demostraron sus habilidades y trabajaron en la construcción del Ferrocarril del Pacífico en la costa oeste de los Estados Unidos. La traída de los chinos fue una medida desoladora por parte de los administradores de la empresa ferroviaria, que no encontró suficientes trabajadores entre la población nativa y fracasó en importar a los irlandeses, alemanes y otros países europeos.
A principios del siglo XX, inmigrantes indios de religión musulmana se asentaron en las poblaciones intermedias del valle del río Cauca, unos definitivamente y otros temporalmente, para dedicarse a la actividad comercial que demandaba la nueva población asalariada de la naciente industria azucarera. Estos inmigrantes trajeron productos diversos a las zonas rurales, otorgando crédito y aceptando el trueque.
Toraji Irie, reconocido escritor japonés afirma que en uno de sus trabajos sobre la migración japonesa de habitantes en Japón a otras latitudes que los primeros inmigrantes japoneses que llegaron al país en 1903, cuando Colombia perdió el poder del Istmo de Panamá y el colombiano Gobierno solicitó ayuda a Japón para contratar trabajadores japoneses que vigilen los terrenos cercanos a Panamá sin incursiones estadounidenses.
Entre 1970 y 1980 hubo más de 6.000 inmigrantes chinos en Colombia, lo que significa que siguieron llegando al país. Se supone que las políticas contra la inmigración en muchos países fueron la principal causa de la continua inmigración china a Colombia. La emigración no provino de China, pues durante las tres primeras décadas de la República Popular China, la migración estuvo restringida. Debido a la xenofobia que se dio en Estados Unidos, un número significativo de chinos emigró a Colombia.